# Якуб Гуснік

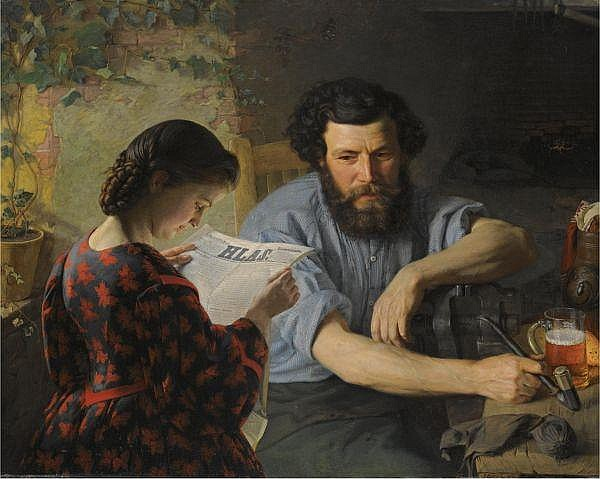
Я. Гуснік. «Читання газети»

Якуб Гуснік (чеськ. Jakub Husník, 29 березня 1837 року Вейпрніце, Австрійська імперія наразі Пльзенського краю Чеської Республіки) — 26 березня 1916 року, Прага) — чеський художник, педагог, вчений і винахідник в області фотомеханічних способів репродукування.

## Біографія
Якуб Гуснік народився 29 березня 1837 року в багатодітній родині лісника, був одним з десяти дітей у батьків. Після закінчення Празької неповної середньої школи в 1853 році вступив в художню академію.
Навчався живопису в Антверпені під керівництвом бельгійського професора Жозефа Лерюса. Після свого повернення на батьківщину в 1863 році працював учителем в гімназії в місті Табор.
У 1877 році був призначений професором малювання Вищої школи.
Через рік пішов зі школи і заснував фотоательє в Празі і майстерню по цинкографії, організував і проводив власний семінар по літографії.

## Наукова діяльність і творчість
Живописець-портретист Якуб Гуснік створив ряд жанрових полотен. Створив кілька живописних робіт для церкви в Угріневец поблизу Праги.
У 1868 році Якуб Гуснік розробив один з художніх способів репродукування — Фототипію. Цей спосіб друку був заснований на властивості світлового дублення хромованого желатину, яким покривали друковану форму.
Відомий також роботами в області геліографії, фотолітографії і фотоцинкографії.
Винахідник запропонував репродукційну емульсію з фтористим сріблом, кліше на шарах з фотографічного желатину і хлорне залізо (для високого друку).
Спільно з професором Шварцем, запропонував «мокрий спосіб» обробітку фотографій. У 1893 році удосконалив триколірне відтворення для друку і отримав на нього патент.
Якуб Гуснік — автор декількох книг про свої винаходи.
У 1908—1920 роках його син Ярослав Гуснік проводив експерименти з автохромом.